# Тане Войводата
„Тане Войводата“ е български документален филм от 2023 година на режисьора Иван Узунов . Във филма са показани близо триста реставрирани фотографии от ДА „Архиви“ и редица български музеи, както и реставрирани архивни кадри от Българска национална филмотека. За музикалното оформление е използвана народна музика, изпълнена от международно признатия Оркестър „Зорница“, както и музика, композирана специално за филма от Ивайло Костадинов и изпълнена от Представителна камерна група към  Академия за музикално, танцово и изобразително изкуство „Проф. Асен Диамандиев“. Диктор е Светозар Кокаланов.

## Премиера
Премиерата на филма е на 16 юли 2023 г. по БНТ 1.